# Episodi di Hamster & Gretel (prima stagione)
La prima stagione della serie animata Hamster & Gretel è stata trasmessa negli Stati Uniti su Disney Channel dal 12 agosto 2022 al 9 dicembre 2023 e in Italia viene distribuita dal 12 aprile 2023 su Disney+.
| nº | Titolo originale                                | Titolo italiano                 | Prima TV USA      | Prima TV Italia  |
| -- | ----------------------------------------------- | ------------------------------- | ----------------- | ---------------- |
| 1  | Empower Failure                                 | I super poteri                  | 12 agosto 2022    | 12 aprile 2023   |
| 1  | Oakey Dokey                                     | La meteora                      | 12 agosto 2022    | 12 aprile 2023   |
| 2  | Recipe for Disaster                             | Ricetta per un disastro         | 13 agosto 2022    | 12 aprile 2023   |
| 2  | Math Punch                                      | Pugno matematico                | 13 agosto 2022    | 12 aprile 2023   |
| 3  | Superhero Sibling Rivalry                       | Rivalità tra fratelli superiori | 20 agosto 2022    | 12 aprile 2023   |
| 3  | Close Shave                                     | Van Dyke                        | 20 agosto 2022    | 12 aprile 2023   |
| 4  | Cheer Cheer Bang Bang                           | Cheerleader d'assalto           | 27 agosto 2022    | 12 aprile 2023   |
| 4  | La Ballad of La Cebolla                         | La ballata de la cebolla        | 27 agosto 2022    | 12 aprile 2023   |
| 5  | Comic Shop CopyCat                              | La brutta copia di CopyCat      | 3 settembre 2022  | 12 aprile 2023   |
| 5  | Neigh, It Ain't So!                             | Una promessa è una promessa     | 3 settembre 2022  | 12 aprile 2023   |
| 6  | Saturday Homecoming Fever                       | La febbre del ballo scolastico  | 10 settembre 2022 | 12 aprile 2023   |
| 6  | Dr. Eelgood                                     | Il dottor Anguillud             | 10 settembre 2022 | 12 aprile 2023   |
| 7  | The Opposite of Smart                           | Chrurro                         | 17 settembre 2022 | 12 aprile 2023   |
| 7  | Birthday Besties                                | Il compleanno                   | 17 settembre 2022 | 12 aprile 2023   |
| 8  | I'm Bored                                       | Mi sto annoiando                | 24 settembre 2022 | 12 aprile 2023   |
| 8  | Cutie and the Beast                             | "La belva coccolosa"            | 24 settembre 2022 | 12 aprile 2023   |
| 9  | The Nightmarionette                             | L'incuboburattino               | 1 ottobre 2022    | 19 luglio 2023   |
| 9  | Abuelita's World                                | Il mondo di Abuelita            | 1 ottobre 2022    | 19 luglio 2023   |
| 10 | U.F. UH-OH!                                     | Alieni dove siete?              | 8 ottobre 2022    | 19 luglio 2023   |
| 11 | Grounded                                        | In punizione                    | 12 novembre 2022  | 19 luglio 2023   |
| 11 | Sleepover With the Enemy                        | Pigiama party con il nemico     | 12 novembre 2022  | 19 luglio 2023   |
| 12 | Friday Night Fright                             | La paura del venerdì sera       | 19 novembre 2022  | 19 luglio 2023   |
| 12 | The Earworm                                     | Il tormentone                   | 19 novembre 2022  | 19 luglio 2023   |
| 13 | A Mammoth Problem                               | La fiera della scienza          | 26 novembre 2022  | 19 luglio 2023   |
| 13 | The Bantam of the Elementary School Light Opera | Il pollasma dell'opera          | 26 novembre 2022  | 19 luglio 2023   |
| 14 | Hamnesia                                        | Hamnesia                        | 4 febbraio 2023   | 19 luglio 2023   |
| 14 | Romancing the Scone                             | Corteggiare il biscotto         | 4 febbraio 2023   | 19 luglio 2023   |
| 15 | For Whom the Belle Trolls                       | La belle e la truffa            | 11 febbraio 2023  | 19 luglio 2023   |
| 15 | An Arthouse Divided                             | Kapowza!                        | 11 febbraio 2023  | 19 luglio 2023   |
| 16 | The Litigator vs. The Luchador                  | Avvocator vs Luchador           | 18 febbraio 2023  | 19 luglio 2023   |
| 16 | Strawberry Fest Forever                         | Il festival della fragola       | 18 febbraio 2023  | 19 luglio 2023   |
| 17 | The Bottle Episode                              | Imbottigliati                   | 25 febbraio 2023  | 20 dicembre 2023 |
| 17 | Micromanager                                    | Dipendente del mese             | 25 febbraio 2023  | 20 dicembre 2023 |
| 18 | When Life Gives You Lemons                      | Quando la vita ti dà dei limoni | 4 marzo 2023      | 20 dicembre 2023 |
| 18 | Self-HEELP!                                     | Auto-AIIUTO!                    | 4 marzo 2023      | 20 dicembre 2023 |
| 19 | My Invisible Friend                             | La mia amica invisibile         | 11 marzo 2023     | 20 dicembre 2023 |
| 19 | The Bitter Sitter                               | Mai fidarsi della baby sitter   | 11 marzo 2023     | 20 dicembre 2023 |
| 20 | Let's Sea What You've Got                       |                                 | 24 giugno 2023    | 2025             |
| 20 | Churro's Day Out                                |                                 | 24 giugno 2023    | 2025             |
| 21 | Crimson Haste Makes Waste                       |                                 | 1 luglio 2023     | 2025             |
| 21 | The Break-Stuff Club                            |                                 | 1 luglio 2023     | 2025             |
| 22 | Over the Hill                                   |                                 | 8 luglio 2023     | 2025             |
| 22 | The Ice Queen Cometh                            |                                 | 8 luglio 2023     | 2025             |
| 23 | La Sombrerona                                   |                                 | 15 luglio 2023    | 2025             |
| 23 | Two Girls, A Guy, and the Council of Düm        |                                 | 15 luglio 2023    | 2025             |
| 24 | Nano a Nano                                     |                                 | 14 ottobre 2023   | 2025             |
| 24 | The Unnatural History of Dr. MedusaSaurus Ph.D. |                                 | 14 ottobre 2023   | 2025             |
| 25 | No Sprain, No Gain                              |                                 | 21 ottobre 2023   | 2025             |
| 25 | Finding Professor Ex                            |                                 | 21 ottobre 2023   | 2025             |
| 26 | Bayou Barb                                      |                                 | 28 ottobre 2023   | 2025             |
| 26 | The Great Pillow War                            |                                 | 28 ottobre 2023   | 2025             |
| 27 | Shush Hour                                      |                                 | 4 novembre 2023   | 2025             |
| 27 | I Was a Teenage Mad Scientist                   |                                 | 4 novembre 2023   | 2025             |
| 28 | Too Many Crooks                                 |                                 | 11 novembre 2023  | 2025             |
| 28 | President Fred                                  |                                 | 11 novembre 2023  | 2025             |
| 29 | Flake It Till You Make It                       |                                 | 2 dicembre 2023   | 2025             |
| 29 | Game Changer                                    |                                 | 2 dicembre 2023   | 2025             |
| 30 | Exclamation Strikes Back                        |                                 | 9 dicembre 2023   | 2025             |